# Chór i Zespół Instrumentalny „Strzecha”
Chór i zespół instrumentalny „Strzecha” – chór mieszany i zespół instrumentalny działający w Raciborzu od 1955.

## Historia
Chór powstał w 1955 w Raciborzu pod kierunkiem Edwarda Stabli. W 1960 przekształcił się w chór mieszany. W 1964 batutę przejął mgr Piotr Libera, nauczyciel I LO w Raciborzu i Studium Nauczycielskiego.
Rok później zaczęto rekrutować do chóru młodzież licealną Raciborszczyzny. W 1970 przy chórze powstał zespół instrumentalny. Współpracował z estradą poetycką prowadzoną przez mgr Marię Woźniak, polonistkę z "Kasprowicza". Wespół przygotowano dwa widowiska folklorystyczne – "Marzannę" i "Wesele raciborskie". Chór wziął udział w warszawskiej, prestiżowej imprezie pod nazwą "Panorama XXX-lecia" i nagrał serię występów dla polskiego radia i telewizji.
Od tej chwili chór "Strzecha" razem z zespołem instrumentalnym prezentuje swój dorobek artystyczny zarówno w kraju, jak i za granicą. Chór występował w Szwajcarii (Vuadens 1986), Czechosłowacji (Opawa 1987), Niemczech (Ulm 1988; Möhnesee, Köln, Iserlohn 1990; Roth, Möhnesee-Günne, Iserlohn, Köln, Soest, Hamm 1993; Amberg 1997), Austrii (Wiedeń 1994) i na Węgrzech (Nagykálló 1998).
Chór prowadzi ożywioną działalność artystyczną dając na przestrzeni 45 lat około 1500 społecznych występów stając się najaktywniejszymi zespołami regionu raciborskiego.

## Najważniejsze występy
- Występ z okazji ponownego odsłonięcia pomnika Josepha von Eichendorffa w Raciborzu (1994)
- Występ z okazji pierwszego po II wojnie Zjazdu Raciborzan w rodzinnym mieście (1998)
- Występ przed publicznością Kolegium Nauczycielskiego w Dniach Kultury Europejskiej (2000)
- Występ w 1986 roku w katedrze koszalińskiej
- Występ na owarcie Mistrzostwa świata Juniorów w Akrobatyce Artystycznej w katowickim "Spodku" (1989)
- Koncert w 1995 roku podczas Krajowego Sympozjum Chemicznego w Książu k. Wałbrzycha
- Wspólny koncert w 1997 wspólnie z chórem dziecięcym z Japonii.

## Repertuar
Specjalnością repertuaru naszego chóru są kolędy (), piosenki ludowe (chór rokrocznie bierze udział w imprezie muzycznej "Trojok śląski") oraz pieśni do słów poety z Łubowic .

## Nagrania
W 1994 Maestro i jego wychowankowie nagrali i wydali dwujęzyczną kasetę z pieśniami do słów Josepha von Eichendorffa oraz zarejestrowali dla TV Katowice program pt. "Muzyka nie zna granic".

## Dyrygent
Piotr Wiktor Libera najdłużej, bo od 1964 roku, prowadzi chór mieszany "Strzecha", który rekrutuje swych członków z uczniów i absolwentów I Liceum Ogólnokształcącego w Raciborzu.
Od stycznia 1986 roku do grudnia 1993 roku w pracy z chórem wspomagał go mgr Adam Szczygielski.

## Skład
Obecnie chór liczy 17 osób, a zespół instrumentalny 9 osób.

## Zarząd
Prezesem chóru jest Adam Popławski, natomiast prezesami honorowymi są: mgr Piotr Michalak i mgr Oktawian Jaworek.

## Osiągnięcia
- 1962 II Festiwalu Chórów Polskich w Poznaniu
- 1963 Konkursie pieśni moniuszkowskiej
- 1975 III nagroda Festiwalu Piosenki Polskiej w Opolu w konkursie folklorystycznym
- 1980 i 1988 – wyróżnienie I stopnia "S" na Wojewódzkim Przeglądzie Szkolnych Zespołów Artystycznych
- 1990 Turniej Chórów Mieszanych w Chrzanowie – wyróżnienie za najlepsze wykonanie pieśni ludowej
- 1991 I Festiwal Pieśni Chóralnej do słów Josepha von Eichendorffa – "Grand Prix"
- 1992 II Festiwal Pieśni Chóralnej do słów Josepha von Eichendorffa – "Grand Prix"
- 1993:
  - kategoria I "S" w Wojewódzkim Przeglądzie Zespołów Szkolnych
  - I miejsce w kat. chórów szkolnych III Festiwalu Chóralnego im. Łunaszewskiego w Wodzisławiu Śl.
  - "Grand Prix" III Festiwalu Chóralnego Eichendorffa.
- 1994:
  - XIV Ogólnopolski Festiwalu Chórów a cappella – II – miejsca w eliminacjach międzywojewódzkich
  - I miejsce na IV Festiwalu Pieśni Chóralnej do słów Eichendorffa.
  - I miejsce na IV Festiwalu Pieśni Chóralnej Mieszanych w Chrzanowie.
  - Brązowy Medal na IX Festiwalu Pieśni Chóralnej
  - występ na Festiwalu Pieśni Sakralnej w Bytomiu im. Gorczyckiego
- 1995:
  - "Grand Prix" V Festiwalu Pieśni Chóralnej do słów Josepha von Eichendorffa.
  - Kwalifikacja do eliminacji centralnych XV Ogólnopolskiego Festiwalu Chórów Szkolnych
  - IV Turniej Chórów im. Mariana Łunaszewskiego w Wodzisławiu Śl. – wyróżnienie
  - Udział w V Festiwalu Pieśni Chóralnej do słów Josepha von Eichendorffa
  - Wyróżnienie w I Wodzisławskim Spotkaniu Kolędowym.
  - I miejsce w Ogólnopolskim Konkursie Chórów Szkolnych a Capella.
- 1997 – kwalifikacja do finału centralnego IV Ogólnopolskiego Festiwalu Kolęd i Pastorałek – "Będzin 97".
- 1998:
  - Krajowym Festiwalu Kolęd i Pastorałek "Będzin 98"
  - "VII Festiwalu Pieśni Chóralnej do słów Josepha von Eichendorffa"
- 1999:
- udział w Wojewódzkich Eliminacjach Chórów Szkolnych a cappella
- "IX Festiwal Pieśni Chóralnej do słów Josepha von Eichendorffa" – I miejsce
- 2000 – "X Jubileuszowy Festiwal Pieśni Chóralnej do słów Josepha von Eichendorffa" – I miejsce

### Odznaczenia
- Złota i Srebrna Odznaka Honorowa Polskiego Związku Chórów i Orkiestr
- Medal "Zasłużonemu Opolszczyźnie"
- Medal "Zasłużonemu Ziemi Raciborskiej"
- Złoty Medal Zasłużonemu dla Rozwoju Województwa Katowickiego
- W 1965 chór zdobył "Laur XX-lecia PRL".